# Epidendrum presbyteri-ludgeronis
Epidendrum presbyteri-ludgeronis är en orkidéart som beskrevs av Gomes Ferreira. Epidendrum presbyteri-ludgeronis ingår i släktet Epidendrum och familjen orkidéer. Inga underarter finns listade i Catalogue of Life.